# Ja Lama
 (septembre 2016).
Si vous disposez d'ouvrages ou d'articles de référence ou si vous connaissez des sites web de qualité traitant du thème abordé ici, merci de compléter l'article en donnant les références utiles à sa vérifiabilité et en les liant à la section « Notes et références ».
Ja Lama (mongol : Жа Лама), également connu sous le nom Dambiijantsan (mongol : ᠳᠠᠮᠪᠢᠵᠠᠩᠴᠠᠨ, cyrillique : Дамбийжанцан) ou Dambiijaa (mongol : ᠳᠠᠮᠪᠢᠵᠠᠢ, cyrillique : Дамбийжаа), né en 1862 et mort en 1922, est un aventurier et seigneur de guerre.
Il a combattu lors des campagnes successives contre la domination de la Dynastie Qing, mandchoue dans l'ouest de la Mongolie extérieure entre 1890 et 1922.
Il prétendait être un lama bouddhiste, ainsi qu'un petit-fils de la réincarnation de Amoursana, le prince Khoid-Oirat qui a dirigé le dernier grand soulèvement des mongols occidentaux contre les Qing en 1757.
Il était l'un des commandants des forces mongoles qui ont attaqué la ville de Khovd dans la région contrôlée par les Mongols khalkhas et la dynastie Qing en 1912.